# Betula falcata
Betula falcata är en björkväxtart som beskrevs av Viktor Nikolayevich Vassiljev. Betula falcata ingår i släktet björkar, och familjen björkväxter. Inga underarter finns listade.